# Elecciones al Parlamento Europeo de 2014 (Países Bajos)

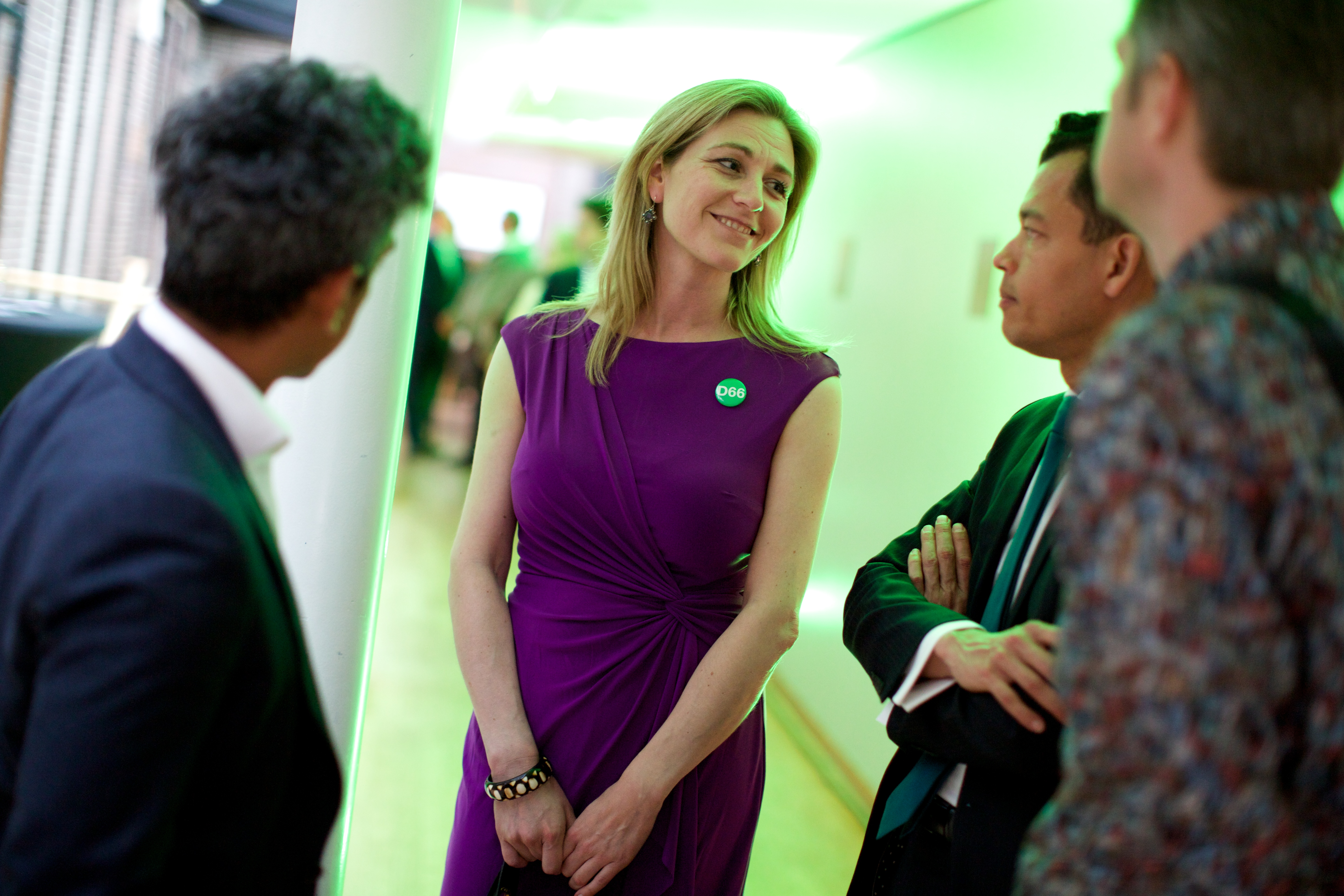
Anke Klein en la velada de resultados del D66 en las elecciones europeas de 2014 en Nijmegen

En las elecciones al Parlamento Europeo de 2014 en los Países Bajos, celebradas en el 22 de mayo de 2014, se escogió a los 26 representantes de dicho país para la octava legislatura del Parlamento Europeo.

## Resultados
| Datos de participación | Datos de participación | Datos de participación |
| ---------------------- | ---------------------- | ---------------------- |
| Censo electoral        | 12.815.496             | 100%                   |
| Votantes               | 4.782.251              | 37,3                   |
| Abstención             | 8.033.245              | 62,7                   |
| A candidatura          | 4.753.746              | 99,4                   |

| ← Elecciones al Parlamento Europeo de 2014 →                    |         |       |         |     |
| Partido                                                         | Votos   | %     | Escaños | +/- |
| Llamada Demócrata Cristiana (CDA)                               | 721.766 | 15,18 | 5       | 0   |
| Demócratas 66 (D66)                                             | 735.825 | 15,48 | 4       | +1  |
| Partido por la Libertad (PVV)                                   | 633.114 | 13,32 | 4       | -1  |
| Partido Popular por la Libertad y la Democracia (VVD)           | 571.176 | 12,02 | 3       | 0   |
| Partido del Trabajo (PvdA)                                      | 446.763 | 9,40  | 3       | 0   |
| Partido Socialista (SP)                                         | 458.079 | 9,64  | 2       | 0   |
| Coalición Unión Cristiana - Partido Político Reformado (CU/SGP) | 364.843 | 7,67  | 2       | 0   |
| Izquierda Verde (GL)                                            | 331.594 | 6,98  | 2       | -1  |
| Partido por los Animales (PvdD)                                 | 200.254 | 4,21  | 1       | +1  |
| 50PLUS                                                          | 175.343 | 3,69  | 0       | /   |
| Partido Pirata de los Países Bajos                              | 40.216  | 0,85  | 0       | /   |
| Artikel50                                                       | 24.069  | 0,51  | 0       | /   |
| Anti EU(ro) Partij                                              | 12.290  | 0,26  | 0       | /   |
| De Groenen                                                      | 10.883  | 0,23  | 0       | 0   |
| JEZUS LEEFT                                                     | 9.507   | 0,20  | 0       | /   |
| ikkiesvooreerlijk.eu                                            | 6.796   | 0,14  | 0       | /   |
| Liberaal Democratische Partij                                   | 6.349   | 0,13  | 0       | 0   |
| Aandacht en Eenvoud                                             | 3.174   | 0,07  | 0       | /   |
| IQ, de Rechten-Plichten-Partij                                  | 1.705   | 0,04  | 0       | /   |
| Total                                                           |         |       | 26      | 0   |